# Grey Towers Castle

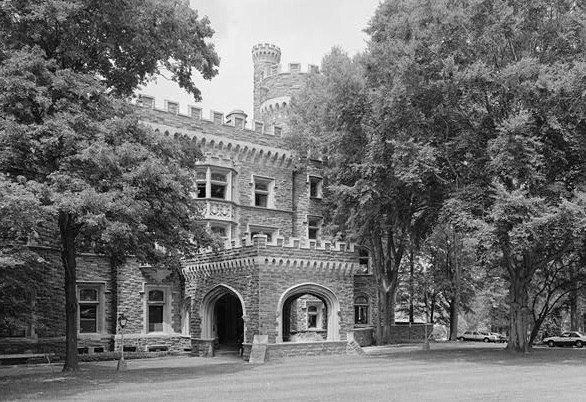
Grey Towers Castle in Glenside, Pennsylvania, 1893 entworfen von Horace Trumbauer für William Welsh Harrison

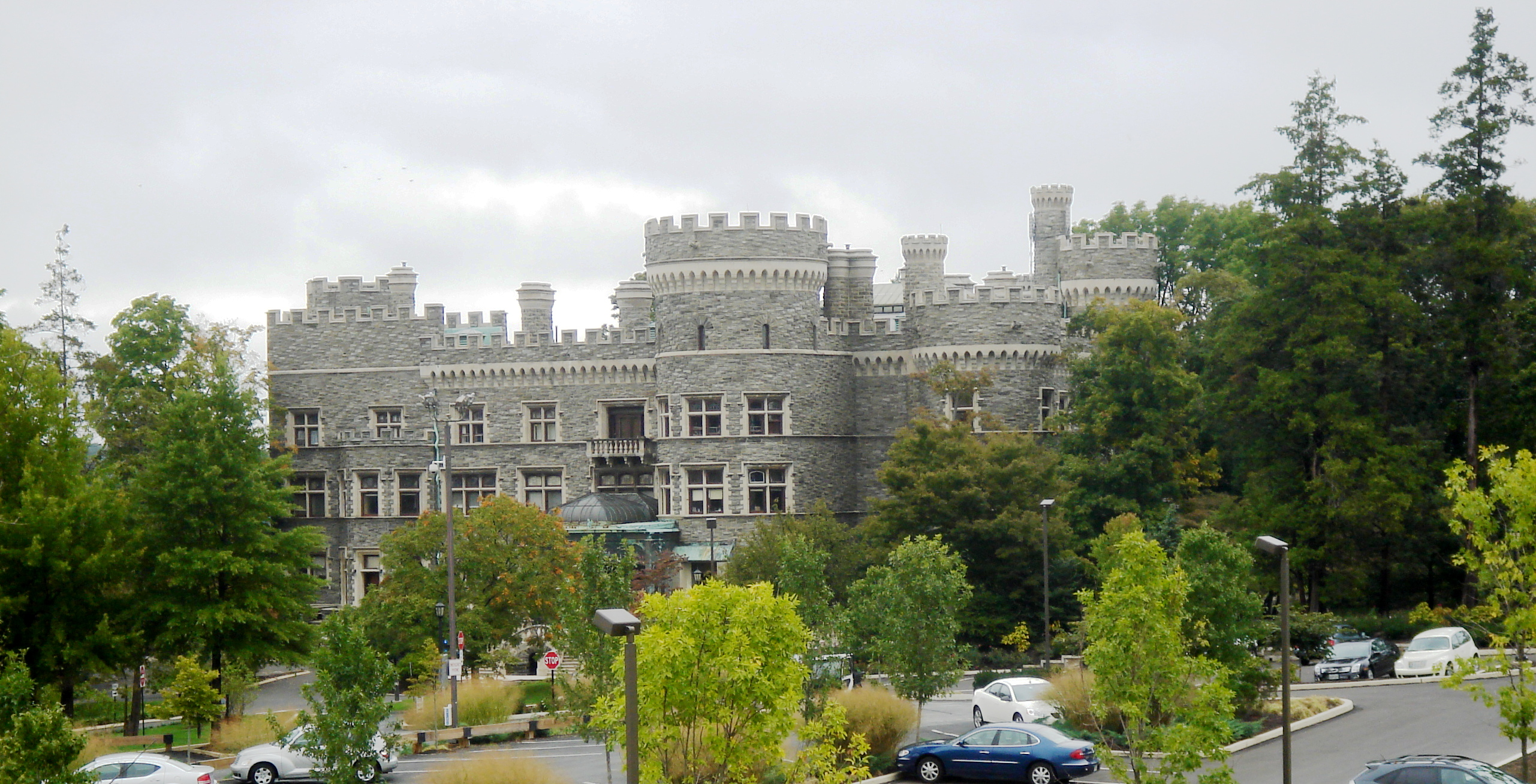
Grey Towers Castle auf dem heutigen Campus der Arcadia University (2008)

Grey Towers Castle in Glenside, Pennsylvania ist der ehemalige Wohnsitz von William Welsh Harrison, einem wohlhabenden US-amerikanischen Zuckerproduzenten und Mitbesitzer der Franklin Sugar Refining Company. Der herrschaftliche Prachtbau wurde in Anlehnung an das Alnwick Castle in Northumberland, England vom Architektenbüro von Horace Trumbauer 1893–1897 errichtet; Chefdesigner war zu dieser Zeit Frank Seeburger (bis 1909). Grey Towers Castle besitzt 40 Räume auf drei Etagen, wobei sich die große Haupthalle über alle Etagen bis zum Dach erstreckt. Die im Stil der französischen Renaissance gehaltene Innenarchitektur wurde von Trumbauer in Zusammenarbeit mit William Baumgarten & Company aus New York ausgeführt.
William Welsh Harrison lebte hier bis zu seinem Tode 1927. Seine Witwe verkaufte Grey Towers Castle inklusive des circa 60 Hektar (138 Acre) großen Anwesens 1929 an das damalige Beaver College, seit 2001 Arcadia University. Das Gebäude dient heute unter anderem als Verwaltungsgebäude auf dem Campus der Universität. Seit Februar 1980 ist Grey Towers Castle als Bauwerk im National Register of Historic Places eingetragen.
Seit dem 4. Februar 1985 ist die Residenz als National Historic Landmark eingestuft.